# Jurij Winar

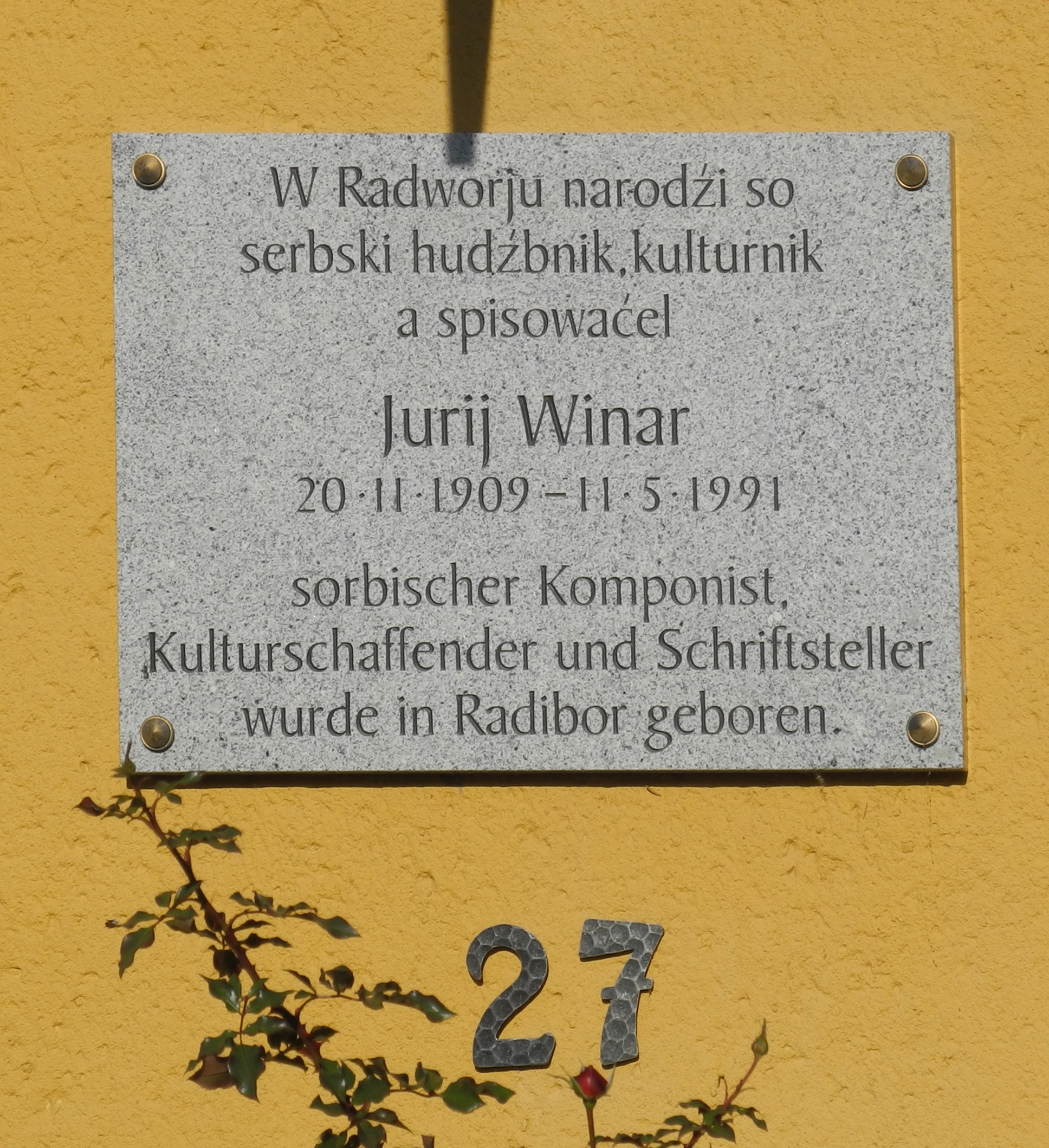
Gedenktafel am Gasthaus Meja in Radibor

Jurij Winar (deutscher Name: Georg Wiener; * 20. November 1909 in Radibor; † 11. Mai 1991 in Bautzen) war ein sorbischer Komponist, Musikpädagoge und Förderer der sorbischen Musik.

## Leben

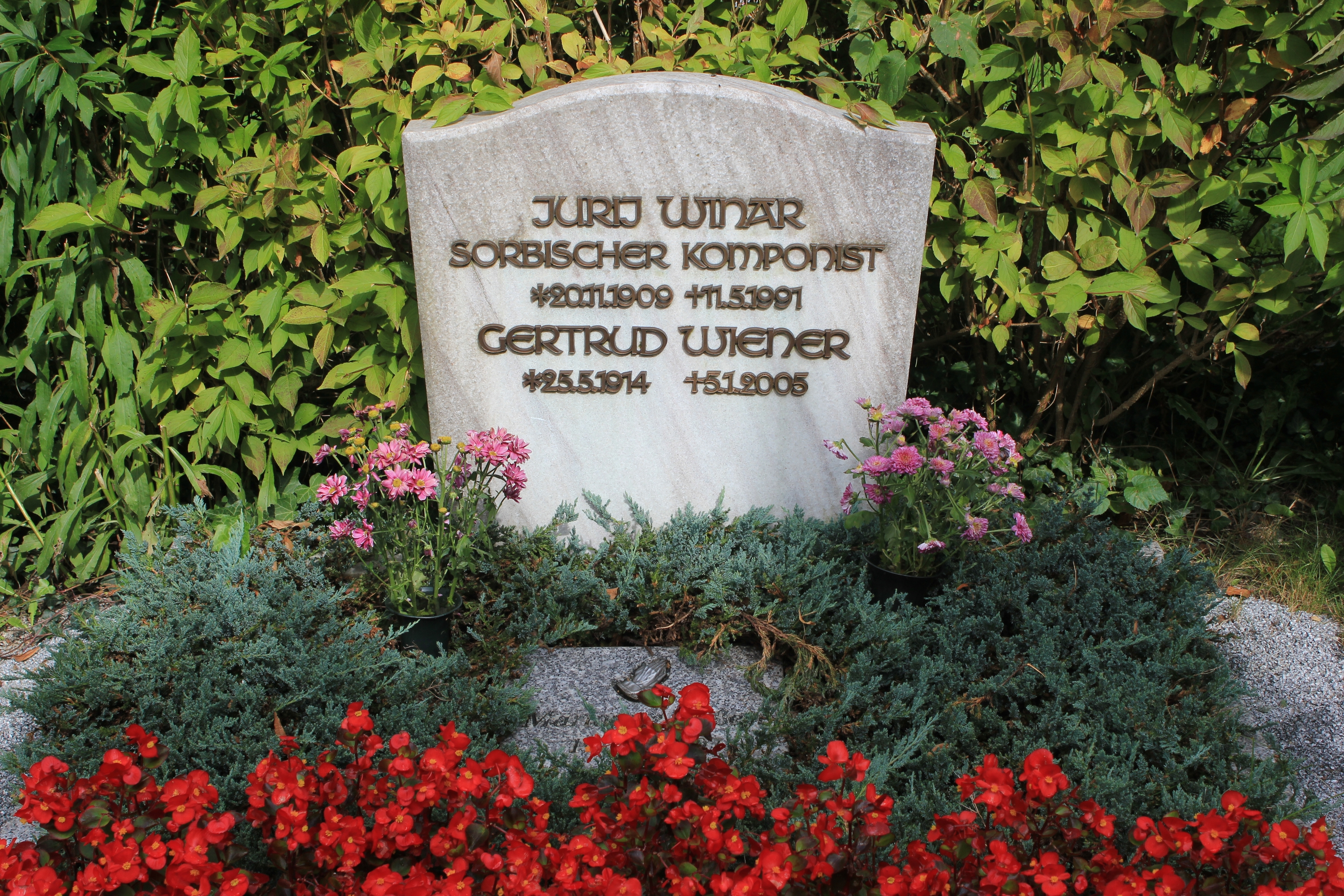
Grab von Jurij Winar

Winar kam als Sohn eines Briefträgers in Radibor zur Welt, legte in Bautzen das Abitur ab und studierte von 1929 bis 1932 Pädagogik, Volkskunde und Musik in Dresden. Er arbeitete zunächst in verschiedenen Städten als Lehrer und von 1946 bis 1951 als Dozent am sorbischen Lehrerbildungsinstitut in Radibor. Ab 1951 war er erster Intendant des neu gegründeten Staatlichen Ensembles für sorbische Volkskultur, das heute den Namen Sorbisches National-Ensemble trägt. Danach leitete er von 1960 bis 1979 als Direktor die Bautzener Musikschule.
Schon in seiner Zeit als Lehrer betätigte er sich als Chorleiter und war ab 1933 Hauptdirigent der Chöre des Bundes sorbischer Gesangsvereine, der jedoch 1937 aufgelöst wurde. Nach 1945 komponierte er populäre Lieder, unter anderem zu Texten von Jurij Brězan, und dirigierte am 12. August 1945 ein gemeinsames Konzert des Radiborer Chores Meja mit einem Offizierschor der Roten Armee im Bautzener Theater. Er gab sorbische Liederbücher heraus, gründete neue Chöre und komponierte Filmmusiken, Kantaten und eine Sorbische Bauernsuite (1947). Damit trug er entscheidend zur Erneuerung des sorbischen Musiklebens nach dem Zweiten Weltkrieg bei. Unter dem Pseudonym Jurk war er auch als Autor humorvoller Kurzgeschichten und Gedichte bekannt.
Gemeinsam mit dem Schriftsteller Jurij Brězan und dem Maler Martin Nowak-Neumann wurde Winar 1951 der Nationalpreis der DDR III. Klasse für Kunst und Literatur verliehen.

## Darstellung Winars in der bildenden Kunst
- Konrad Zende: Jurij Winar, sorbischer Nationalpreisträger (Porträtbüste, Eisen, 1952)[1]

## Fotografische Darstellung Winars
- Kurt Heine (1906–1986): Der Komponist Jurij Winar (1965)[2]